# 북항로 (인천)
북항로(北港路)는 인천광역시 서구 원창동 에스틸에서 석남동 서인천선착장입구사거리까지 이르는 도로이다.

## 지리

### 통과하는 지자체
- 서구
  - 원창동 - 석남동

### 통과하는 도로
- 중봉대로
- 원석로

### 주변에 있는 시설
- 에스틸
- 동우정공
- 모던우드
- 엔케이지
- 태원목재
- 영성산업
- 대선보드
- 태광안전유리
- 인천북항다목적부두종합
- 해안종합목재
- LG전자
- 레디익스프레스
- 이호물류
- 태원목재
- 한림홈우드
- 조광목재
- 우드메가
- GS칼텍스 보문북항IC주유소
- 우딘
- 영풍목재
- 북항공구철물종합상사
- 우덱스
- 영림화학 본사
- 시그마프라임빌딩
- 북항프라자

## 특이 사항
해당 도로는 현재 SK인천석유화학이 자리잡은 관계로 인해 일부 구간이 단절된 상태이다. 장래에는 직선 도로로 개설할 계획이 있지만 아직 답보 상태이다. 다만, 단절 관계로 해당 도로인 길주로의 시점까지 올라오려면 북항로245번길, 북항로309번길 등을 통해 우회해야 하는 불편이 있다.